# Johnny Tillotson
Johnny Tillotson (Jacksonville, 20 aprile 1938 – Los Angeles, 1º aprile 2025) è stato un cantante statunitense.

## Biografia
Debuttò nel 1958 con la canzone Dreamy Eyes.
Due anni dopo ottenne il suo maggiore successo di vendita con il singolo Poetry in Motion, che raggiunse la vetta delle classifiche britanniche ed il secondo posto nella Billboard Hot 100 degli USA.
Vinse due Grammy Award, nel 1962 per il pezzo It Keeps Right On a-Hurtin' e tre anni dopo per la Migliore performance vocale dell'anno nella cover di Heartaches by the Number, incisa per la prima volta nel 1959 da Guy Mitchell.
Sempre nel 1965 interpretò al Festival di Sanremo, in abbinamento con Franco Tozzi, il brano Non a caso il destino (Ci ha fatto incontrare), che non si qualificò per la serata finale.
Nel 1963 apparve nel film Just for Fun.
Tilloston è morto nel 2025, per complicazioni della malattia di Parkinson. 

## Discografia

### Album
- 1961 – Johnny Tillotson's Best (Cadence Records, CLP 3052/CLP 25052) Raccolta
- 1962 – It Keeps Right On a-Hurtin' (Cadence Records, CLP 3058/CLP 25058)
- 1963 – You Can Never Stop Me Loving You (Cadence Records, CLP 3067/CLP 25067)
- 1963 – Talk Back Trembling Lips (MGM Records, E/SE 4188)
- 1964 – The Tillotson Touch (MGM Records, E/SE 4224)
- 1965 – She Understands Me (MGM Records, E/SE 4270)
- 1965 – That's My Style (MGM Records, E/SE 4302)
- 1965 – Johnny Tillotson Sings Our World (MGM Records, E/SE 4328)
- 1966 – No Love at All (MGM Records, E/SE 4395)
- 1966 – The Christmas Touch (MGM Records, E/SE 4402)
- 1966 – Johnny Tillotson Sings Tillotson Vol. I (Metro Records, M/MS 561) Raccolta
- 1967 – Here I Am (MGM Records, E/SE 4452)
- 1968 – The Best of Johnny Tillotson (MGM Records, E/SE 4432) Raccolta
- 1969 – Tears on My Pillow (Amos Records, AAS 7006)
- 1971 – The Very Best of Johnny Tillotson (MGM Records, SE 4814)
- 1972 – Johnny Tillotson (Buddah Records, BDS 5112)
- 1977 – Johnny Tillotson (United Artists Records, UA-LA758-G)
- 1982 – Scrapbook (Accord Records, SN-7194) Raccolta
- 1982 – Johnny Tillotson's Greatest Hits (Everest Records, 4113) Raccolta

### Singoli
- 1958 – Dreamy Eyes/Well I'm Your Man (Cadence Records, 1353)
- 1958 – I'm Never Gonna Kiss You/Cherie, Cherie (Cadence Records, 1354) a nome Geneviève with Johnny Tillotson
- 1959 – True True Happiness/Love Is Blind (Cadence Records, 1365)
- 1959 – Why Do I Love You So/Never Let Me Go (Cadence Records, 1372)
- 1959 – Earth Angel/Pledging My Love (Cadence Records, 1377)
- 1960 – Poetry in Motion/Princess, Princess (Cadence Records, 1384)
- 1960 – Jimmy's Girl/(Little Sparrow) His True Love Said Goodbye (Cadence Records, 1391)
- 1961 – Without You/Cutie Pie (Cadence Records, 1404)
- 1961 – Dreamy Eyes/Dreamy Eyes (Cadence Records, 1409)
- 1962 – It Keeps Right on A-Hurtin'/She Gave Sweet Love to Me (Cadence Records, 1418)
- 1962 – Send Me the Pillow You Dream On/What'll I Do (Cadence Records, 1424)
- 1962 – I Can't Help It (If I'm Still in Love with You)/I'm So Lonesome I Could Cry (Cadence Records, 1432)
- 1963 – Out of My Mind/Empty Feelin' (Cadence Records, 1434)
- 1963 – You Can Never Stop Me Loving You/Judy, Judy, Judy (Cadence Records, 1437)
- 1963 – A Very Good Year for Girls/Funny How Time Slips Away (Cadence Records, 1441)
- 1963 – Talk Back Trembling Lips/Another You (MGM Records, K-13181)
- 1963 – Worried Guy/Please Don't Go Away (MGM Records, K-13193)
- 1964 – I Rise, I Fall/I'm Watching My Watch (MGM Records, K-13232)
- 1964 – Worry/Sufferin' from a Heartache (MGM Records, K-13255)
- 1964 – She Understands Me/Tomorrow (MGM Records, K-13284)
- 1965 – Angel (Theme from Walt Disney's "Those Calloways')/Little Boy (MGM Records, K-13316)
- 1965 – Then I'll Count Again/One's Yours, One's Mine (MGM Records, K-13344)
- 1965 – Heartaches by the Number/She Understands Me (MGM Records, K-13376)
- 1965 – Our World/(Wait 'Til You See) My Gidget (MGM Records, K-13408)
- 1966 – Hello Enemy/I Never Loved You Anyway (MGM Records, K-13445)
- 1966 – Me, Myself and I/Country Boy Country Boy (MGM Records, K-13499)
- 1966 – No Love at All/What Am I Gonna Do? (MGM Records, K-13519)
- 1966 – More Than Before/Open Up Your Heart (MGM Records, K-13598)
- 1966 – Christmas Country Style/Christmas Is the Best of All (MGM Records, K-13633)
- 1967 – Tommy Jones/Strange Things Happen (MGM Records, K-13684)
- 1967 – Don't Tell Me It's Raining/Takin' It Easy (MGM Records, K-13738)
- 1967 – You're the Reason/Countin' My Teardrops (MGM Records, K-13829)
- 1968 – It Keeps Right on a Hurtin'/I Can Spot a Cheater (MGM Records, K-13888)
- 1968 – Why So Lonely/I Haven't Begun to Love You Yet (MGM Records, K-13924)
- 1968 – Letter to Emily/Your Mem'ry Comes Along (MGM Records, K-13977)
- 1969 – Tears on My Pillow/Remember When (Amos Records, AJB 117) a nome Johnny Tillotson with The Jimmy Bowen Orch. & Chorus
- 1969 – What Am I Living For/Joy to the World (Amos Records, AJB 125) a nome Johnny Tillotson with The Jimmy Bowen Orch. & Chorus
- 1969 – Raining In My Heart/Today I Started Loving You Again (Amos Records, AJB 128)
- 1970 – Susan/Love Waits for Me (Amos Records, AJB 136)
- 1970 – I Don’t Believe in If Anymore/Kansas City, Kansas (Amos Records, AJB 146)
- 1971 – Apple Bend/Star Spangled Bus (Buddah Records, BDA-232)
- 1971 – Welfare Hero/The Flower Kissed the Shoes That Jesus Wore (Buddah Records, BDA-256)
- 1972 – Make Me Believe/The Flower Kissed the Shoes That Jesus Wore (Buddah Records, BDA-279)
- 1972 – Your Loves Been a Long Time Comin'/I Love Lovin' You (Buddah Records, BDA-311)
- 1973 – If You Wouldn't Be My Lady/The Sunshine of My Life (Columbia Records, 4-45842)
- 1974 – I Love How She Needs Me/So Much of My Life (Columbia Records, 4-45984)
- 1974 – 'Til I Can't Take It Anymore/A Sunday Kind of Woman (Columbia Records, 4-46065)
- 1975 – Big Ole Jean/Mississippi Lady (Columbia Records, 3-10125)
- 1975 – Right Here in Your Arms/Willow Country Request Line (Columbia Records, 3-10199)
- 1976 – Summertime Lovin'/It Could've Been Nashville (United Artists Records, XW860)
- 1977 – Toy Hearts/Just An Ordinary Man (United Artists Records, XW986)
- 1982 – Baby You Do It for Me (And I'll Do It for You)/She's Not As Married As She Used to Be (Reward Records, WS4 03327)
- 1983 – You're a Beautiful Place to Be/Crying (Reward Records, WS4 03901)
- 1983 – Burnin'/What's Another Year (Reward Records, WS4 04123)
- 1984 – Lay Back (In the Arms of Someone)/What's Another Year (Reward Records, WS4 04346)